# Roberto Rivas
Roberto Rivas (1941. július 17. – 1972.) salvadori válogatott labdarúgó.

## Pályafutása

### Klubcsapatban
Pályafutása során egyetlen klubcsapatban az Alianza FC-ben szerepelt.

### A válogatottban
1968 és 1970 között szerepelt a salvadori válogatottban. Részt vett az 1968. évi nyári olimpiai játékokon és az 1970-es világbajnokságon, ahol mindhárom csoportmérkőzésen pályára lépett.

### Halála
Közlekedési balesetben vagy öngyilkosság miatt halt meg 1972-ben.

## Sikerei, díjai
Alianza FC
- Salvadori bajnok (2): 1965–66, 1966–67
- Elnöki kupa (1): 1966